# Estadio de Perth
El Perth Stadium (por razones de patrocinio llamado Optus Stadium) es un estadio de usos múltiples ubicado en la ciudad de Perth, Australia Occidental, Australia. Su construcción finalizó a fines de 2017 y se inauguró oficialmente el 21 de enero de 2018. Es utilizado principalmente para la práctica del fútbol de reglas australianas y cricket. El estadio tiene una capacidad para más de 60 000 personas, lo que lo convierte en el  tercer estadio más grande de Australia después del Melbourne Cricket Ground y el Stadium Australia. El estadio se puede ampliar hasta 65 000 asientos para deportes rectangulares como el rugby y el fútbol.
Los dos equipos de la Australian Football League (AFL) de Perth, el Fremantle Football Club y el West Coast Eagles, trasladaron sus partidos de local de Subiaco Oval al Perth Stadium, mientras que los Perth Scorchers de la liga de cricket (Big Bash League) también jugaran en este estadio.
El 8 de noviembre de 2017 se anunció por parte del gobierno de Western Australia que el estadio se conocería oficialmente como Optus Stadium, por el acuerdo con Optus, la segunda compañía de telecomunicaciones más grande de Australia, por los derechos de nombramiento por 10 años que se estiman tienen un valor de aproximadamente $ 50 millones de dólares.

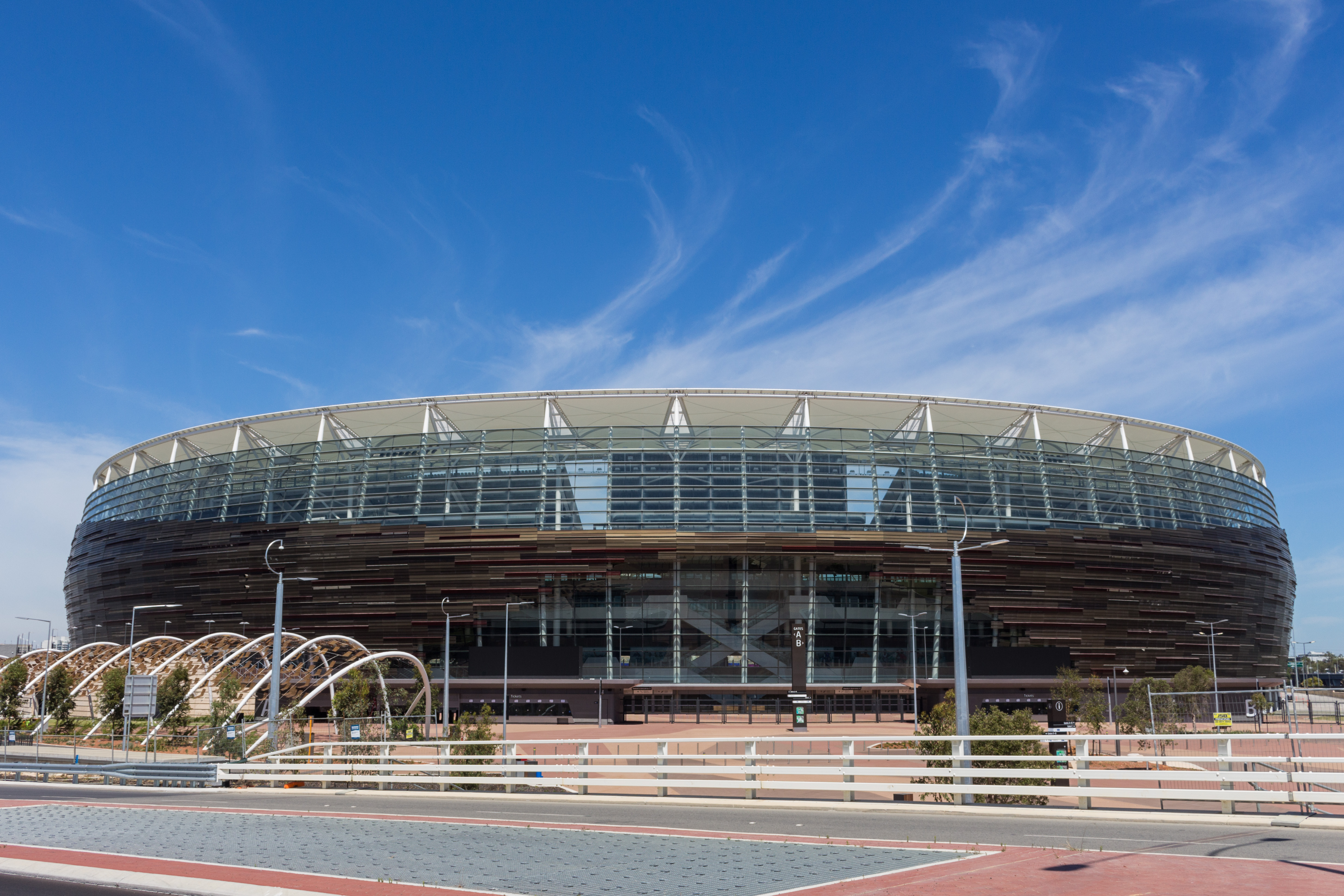
Exterior del estadio
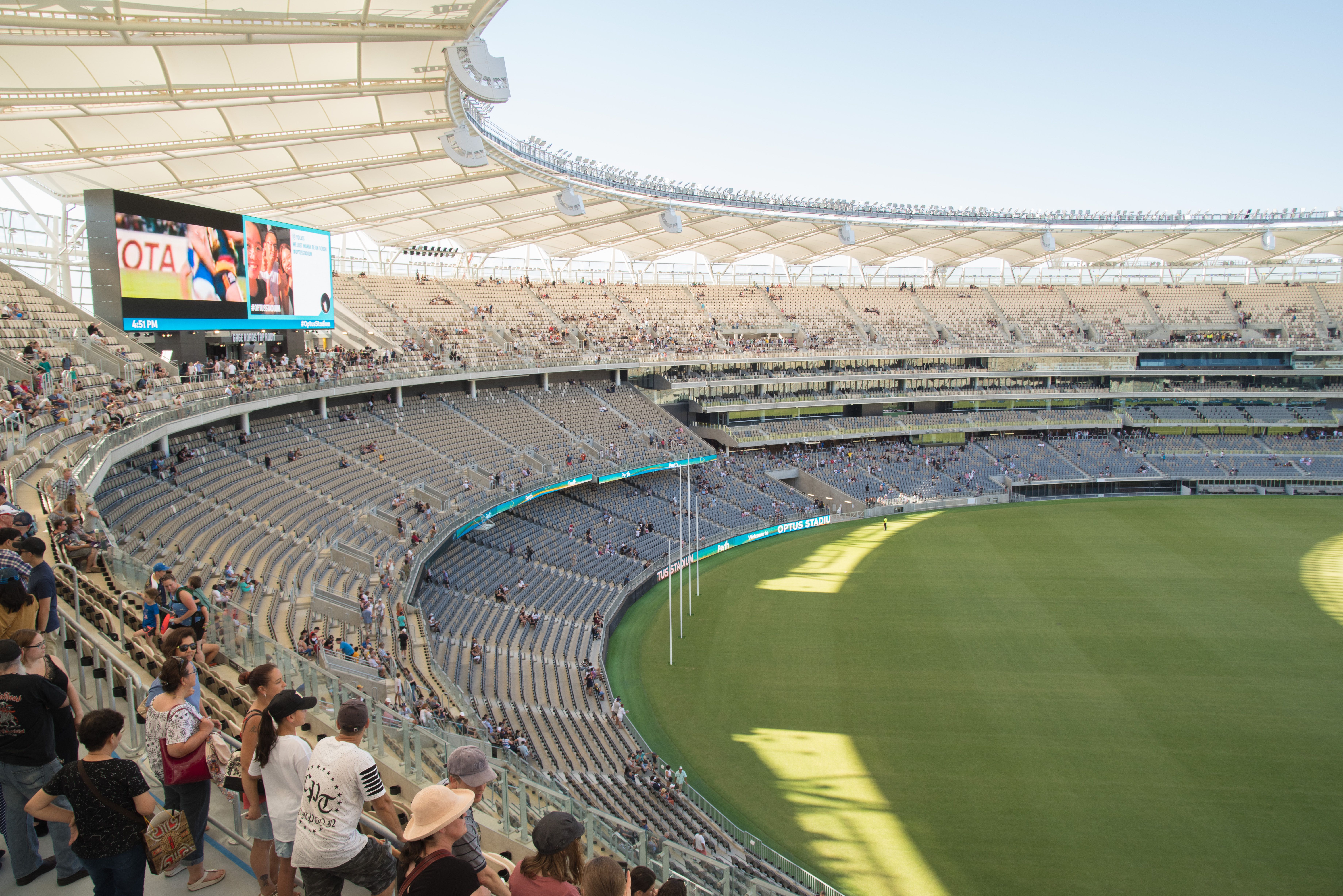
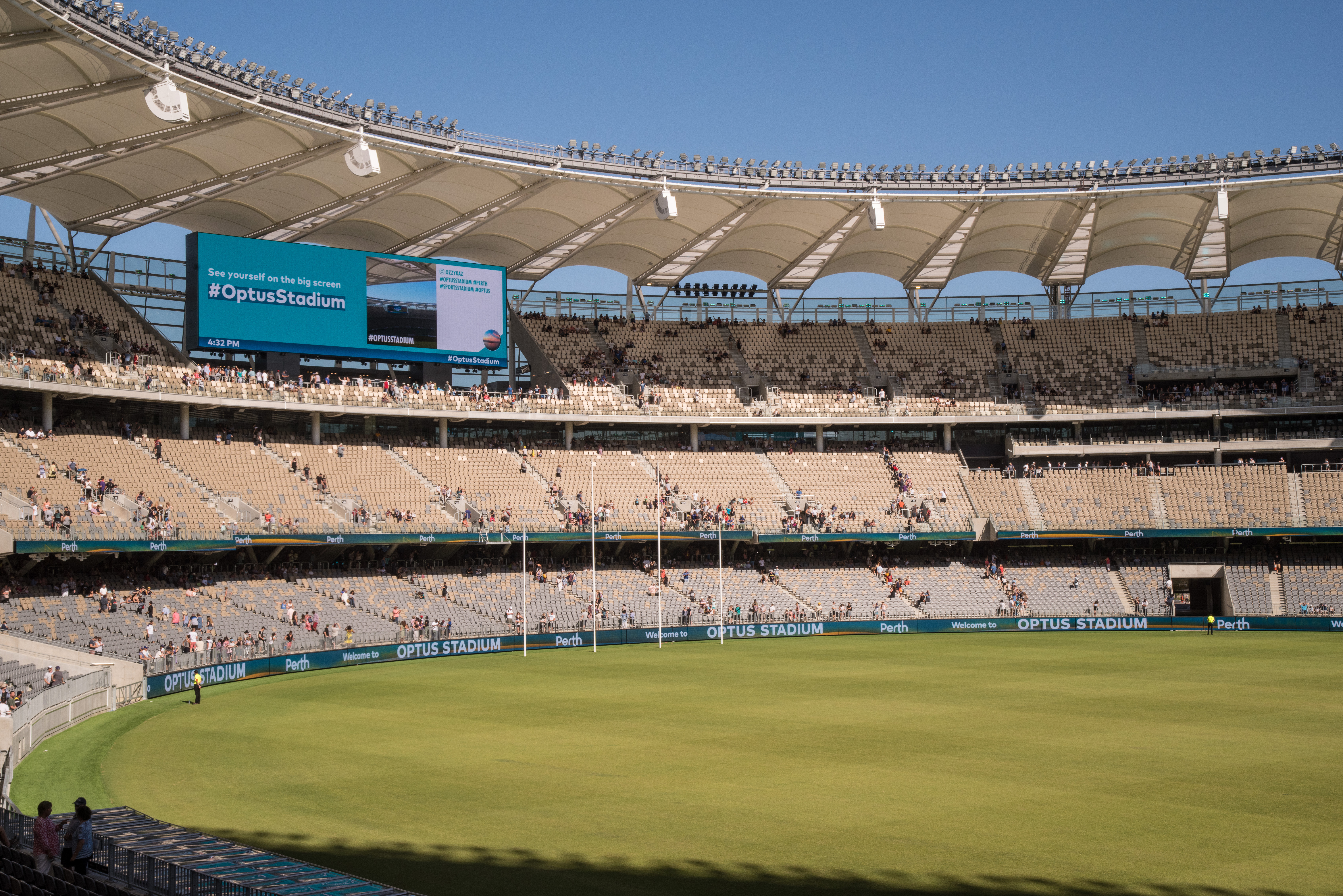